# Tobolka (Měňany)
Tobolka je vesnice, část obce Měňany v okrese Beroun ve Středočeském kraji. Nachází se asi 1,7 kilometru severozápadně od Měňan. Na sever od vsi leží Tobolský vrch (467 metrů).

## Historie
První písemná zmínka o vesnici pochází z roku 1411.

## Obyvatelstvo
| Rok            | 1869 | 1880 | 1890 | 1900 | 1910 | 1921 | 1930 | 1950 | 1961 | 1970 | 1980 | 1991 | 2001 | 2011 | 2021 |
| -------------- | ---- | ---- | ---- | ---- | ---- | ---- | ---- | ---- | ---- | ---- | ---- | ---- | ---- | ---- | ---- |
| Počet obyvatel | 132  | 125  | 128  | 113  | 121  | 108  | 92   | 95   | 79   | 72   | 75   | 73   | 73   | 57   | 61   |
| Počet domů     | 19   | 19   | 19   | 19   | 19   | 20   | 20   | 21   | 20   | 21   | 20   | 23   | 23   | 23   | 23   |

## Obecní správa
Při sčítání lidu v letech 1850–1920 byla Tobolka osadou obce Tetín v okrese Hořovice. V letech 1921–1964 byla samostatnou obcí, nejprve v okrese Hořovice, od roku 1950 v okrese Beroun. Od 14. června 1964 je částí obce Měňany v okrese Beroun.

## Pamětihodnosti
- Kaplička svatého Václava, na návsi
- Národní přírodní rezervace Koda